# Rujište
Rujište je planina u općini Mostar, u BiH. Najviši vrh planine je na 1703 m.